# 천안 백석동 선사유적 및 백제토성
천안 백석동 선사유적 및 백제토성(天安 白石洞 先史遺蹟 및 百濟土城)은 대한민국 충청남도 천안시 백석동에 있는 백제시대의 토성과 토성 내에 남아있는 선사시대의 주거지 3기이다. 1997년 8월 5일 대한민국의 충청남도의 기념물 제106호로 지정되었다.
토성의 둘레는 260m 정도이며, 평면상 남북의 길이는 121m, 중간 너비는 36m정도로 면적은 약 3,500평방미터로 소규모이다. 지형과 경사면을 최대한 이용하여 쌓은 관계로 성의 아래 부분은 160cm, 위 부분은 300cm, 높이는 약 210cm 정도이다.
성벽에는 성벽을 쌓기 위해 세운 기둥자리와 성벽의 일부가 남아 있고, 성내에는 저수시설로 보이는 구덩이 2개, 수혈주거지 3기 등이 남아있다.
성벽은 주변의 흙을 그대로 사용하여 쌓았고, 점토의 사용은 많지 않은 편이다. 성벽을 쌓은 후에 성벽을 보호하기 위하여 피복하였고, 성곽 외부에는 방어시설로 넓은 도랑이 시설되었던 것으로 추정되고 있다.
성을 쌓은 연대는 성벽 표면에서 채집한 목탄을 측정한 결과 AD 520~560년이어서 성 쌓은 시기의 하한을 6세기 전반으로 파악하고 있다.

## 참고 문헌
- 《충남지역의 문화유적》7집, 백제문화개발연구원, 1993년
- 《천안시지》, 천안시, 1997년
- 이남석, 《천안 백석동토성의 검토》, 한국상고사학보 제28호, 1998년
- 《충청남도지정문화재해설집》, 충청남도, 2001년

## 참고 자료
- 천안 백석동 선사유적 및 백제토성 - 국가유산청 국가유산포털